# 張元疆
張元疆（？—？），清朝官員，本籍安徽。監生出身。

## 生平
張元疆於1827年（道光7年）接替趙秉湘，於臺灣府淡水廳艋舺縣丞一職，是大台北地區的地方父母官。